# Антифедерализм
Антифедерализм — политическое движение в США, выступавшее за конфедеративное устройство страны и против Конституции 1787 года. Предыдущий конституционный документ, известный как Статьи Конфедерации, предоставлял штатам больше автономии. Антифедералисты считали, что после принятия Конституции и утверждения централизованного правительства будут ущемляться права штатов и права личности, а президент получит власть, сопоставимую с тиранической властью британского короля перед Войной за независимость. Зачинателем движения был политик из Виргинии, Патрик Генри.
Во многих штатах против ратификации Конституции развернулась упорная борьба. В Массачусетсе между сторонниками и противниками Конституции был достигнут компромисс — конвент принял решение ратифицировать Конституцию с рекомендацией принять также Билль о правах. С аналогичной рекомендацией выступили и другие штаты. Штаты Северная Каролина и Род-Айленд ратифицировали Конституцию уже после введения её в действие Континентальным конгрессом и начала работы федеральных властей.
После ратификации Конституции и Билля о правах антифедералистское движение пошло на спад, многие его участники стали членами Антиадминистративной «партии» Джеймса Мэдисона и Демократическо-республиканской партии, возглавляемой Томасом Джефферсоном, хотя последний к числу антифедералистов не принадлежал.